# 寒天培地
寒天培地（かんてんばいち、Agar medium）とは、寒天を用いた培地のこと。特に、寒天を約1.5%の濃度で加えて固化させた固形培地のことを意味する場合が多い。微生物学や植物学の分野で、微生物や細胞を培養するために用いられる。対象とする生物の種類や用途に応じてさまざまな処方がある。

## 寒天培地のはじまり
微生物の培養において初期に使われたのは、さまざまな栄養素を含んだ水溶液、いわゆる液体培地であった。液体培地の欠点の一つは、雑菌の混入(コンタミネーション)に弱いことである。混入してくることを防ぐのはどのような方法でも簡単ではないことに変わりがないのであるが、液体培地の場合、混入してきた事そのものがわからない場合があり、それが判明したとしても、混入した雑菌などを除去するのも、本来の目的だった生物をそこから確保することも難しい。その点を改良したのが固体培地である。固体であれば、その表面に落ちた微生物が繁殖しても、多くの場合にはその点を中心としたコロニーを作るので、その部分だけ切り捨てコンタミを排除したり、培養対象を取り出して再び純粋に培養し直すことも可能である。
他方、液体培地では、どのような成分を添加するかの自由度が大きく、さまざまな処方が自由に作れる。しかし、ジャガイモを切り取って使うなど、既成の固形物を培地にするのでは、その点が不自由である。そこで、液体培地を何らかの物質によって固めてしまう方法が考案された。当初はゼラチンなども用いられたが、寒天がその目的に非常に便利であることが判明し、現在のように広く使われることになった。同時に、寒天培地を充填して使用する容器として、シャーレ（ペトリ皿）も開発された。これらの微生物培養技術の改良は、おもにロベルト・コッホの下で行なわれたものである。

## 寒天培地の利点
寒天を培地の固体化に利用するのは、微生物研究に使用する上で、非常に優れた性質があるからである。
- 寒天は、溶液のpHを極端に上下させる物質でなければ、たいていの水溶性物質を溶け込ませ、固化させることができる。このことは、さまざまな液体培地を、寒天を加えることで固体培地として使えることを意味する。
- 寒天を分解する能力のある生物がほとんどいない。したがって、さまざまな微生物を培養する場合に、途中で分解されて液化してしまうことが少ない。
- 寒天は高温でも化学的に安定で、培地に加えたままオートクレーブ滅菌 (121 °C) が可能である。加熱によって分解されないため副生成物をほとんど生成せず、またもともと化学的に純度の高いものが得られやすいために、微生物の生育や検査試験の結果に誤差が出にくい。
- 純度が高い寒天は無色透明であり、培地上に成長する微生物を観察する上で非常に便利である。また、柔らかいが弾力があるため、刃物で切ったり削ったりといった加工もしやすい。混入した微生物があってもそれを確認がしやすい上、その部分を除去するのも比較的簡単である。また、カビなどの場合、寒天上に成長するものを、そのまま切り取って封入してプレパラートとすることもできる。
- 寒天はおおむね 96 °C で融解し、冷やすと 60 °C 以下で固まる。比較的低温で固化するこの性質のため、固まる寸前の寒天に生きた微生物を混入し、寒天内に混ぜ合わせてから固化させる混釈による希釈平板法を行うこともできる。土壌などに混在している細菌数の測定などでは有効な技術である。

寒天そのものは、多糖類ではあるが上記のようにほとんどの生物がこれを分解できないために、実質的には栄養源としては利用されることがなく、一般には他の栄養素を追加することで培地として利用が可能になる。しかし、試料に含まれる栄養分のみで十分な場合など、寒天のみの培地が使われる例もある。
他に、このような性質を生かして、生物研究の道具として寒天を利用した例は数多い。有名な例として、発生学でのヴァルタ―・フォークトの局所生体染色法、植物生理学での新芽の先のオーキシンの移動を見る実験などがある。

## 分類

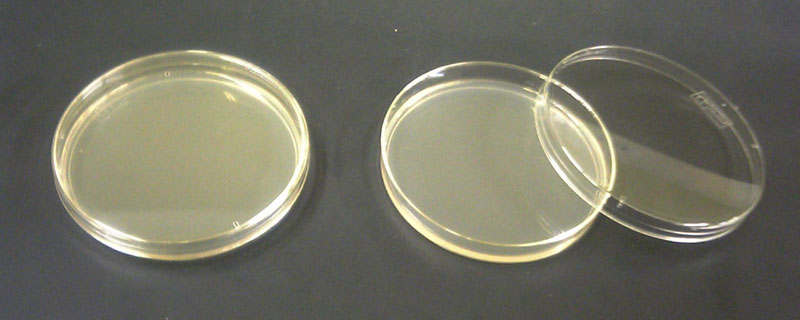
平板培地
左：蓋を閉めた状態
右：蓋を開けた状態

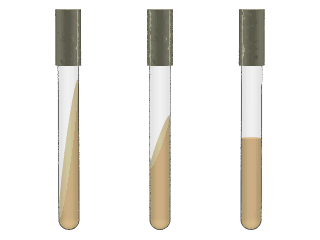
左：斜面培地
中：半斜面培地
右：高層培地

寒天を含む培地には、その寒天の濃度によって、約1.5%（液体培地1Lに1.5gの寒天を加える場合もある）の濃度で加えて完全に固形化したもの（固形培地）と、0.2-0.4%の濃度で加えて半流動状態にしたもの（半流動培地）がある。また、この他にも目的に応じて寒天の濃度を変えたものも存在する。
用いる容器や、固化させた後の形状によって、平板培地、斜面培地、半斜面培地、高層培地に分類される。
平板培地（へいばんばいち）
シャーレを用いて作った固形培地で、微生物の分離や培養に最も広く用いられる培地の一つである。
斜面培地（しゃめんばいち、スラントとも呼ぶ）
試験管内に斜面をつくるように固めた固形培地で、表面積が広く、また外部からの雑菌の混入を減らしやすいという特徴から、好気性の微生物を純粋培養し、保存するときに用いられる。
半斜面培地（はんしゃめんばいち）
試験管に入れた培地の上部の約三分の一から四分の一が斜面になった固形培地である。使用頻度は低いが、TSI寒天培地など鑑別培養のための培地の一部が、半斜面培地として用いられる。
高層培地（こうそうばいち）
試験管を直立させた状態で固めた半流動培地または固形培地である。半流動高層培地は、好気性から（偏性）嫌気性まで、幅広い微生物の純粋培養と保存に繁用される他、病院で患者から得られた検査材料を直接、穿刺（せんし）して輸送や培養を行うことがある。また鑑別培養に用いる場合、高層の上面部分と底部の酸素濃度の違いを利用して、その微生物の酸素要求性を検討したり、運動性のある微生物が半流動培地中を泳いで広がることを利用して、微生物の運動性を検討するために用いられる。固形高層培地としては鑑別培養に用いられるものに一部見られるが、その例は少ない。
使用目的の点からは、複数の微生物が含まれている材料や野外試料から微生物を分離するために使われる分離培地、微生物株を継続培養するための培養培地、特定の微生物を見分けるために生化学的な性状を調べるための鑑別培地がある。分離培地のうち、ある微生物だけが使う栄養源や他の微生物の増殖を抑える物質を加えて、特定の微生物だけが選択的に増殖するようにしたものを選択分離培地と呼ぶ。

## 使用方法

### 寒天培地の作製
平板培地の場合、フラスコなどのガラス容器に精製水と寒天を含む培地成分を適量ずつ注入し、これをオートクレーブ(飽和水蒸気中で 121 °C、2気圧、15分処理）滅菌し、ある程度冷めてから滅菌したシャーレに分注して平らなところに静置して固化させる。滅菌が不要なもの（一部の選択分離培地など）では、寒天が完全に溶解するまで加温してからシャーレで固化させる場合もある。
斜面・半斜面・高層培地の場合、精製水と寒天を含む培地成分を加温して寒天を完全に溶解させた後、試験管に分注してオートクレーブ滅菌する。斜面・半斜面培地の場合は、滅菌を終えてから寒天が固化する前に試験管を斜めに寝かせ、静置した状態で固化させる。
あるいは、フラスコなどの中で水と培地成分を混合し、加熱してこれを溶かした後、シャーレ一枚分ずつ試験管に分注、これに培養栓をつけてオートクレーブにかける。平板培地を作るときには必要数だけ試験管を取り出して溶かし、滅菌済みのシャーレに注いで固化させる。保存や移送には試験管の方が便利なので、数が多いときにはこの方が使いやすい。

### 寒天培地を使った培養
平板培地や斜面培地の場合、主に目的の微生物を培地の表面に白金耳などを用いて塗抹し、室温あるいはふ卵器などで一定期間培養して微生物を増殖させる。塗抹された微生物はそれぞれが塗抹された場所で分裂増殖を繰り返してコロニーを形成する。独立したコロニーの一つ一つは、基本的にそれぞれ一個の微生物細胞に由来すると考えられるため、平板培地ではそこから微生物を分離して新たな培地上に移し、さらに培養することで個々の微生物を単離することが出来る（純粋培養）。また塗抹する代わりに、目的の微生物を含む材料を寒天が固化する前に加えて固化させた後で培養する方法（混釈培養法）もある。
また、固形物表面から出現するものを見るためには、平板培地上に試料を乗せ、そのまま培養する直接接種法がある。
半流動高層培地の場合、主に目的の微生物を白金耳などに取り、培地に穿刺して接種した後で同様に培養する。好気性菌は培地の表面に、偏性嫌気性菌は培地の底部に、通性嫌気性菌は表面から底にかけて増殖する。また運動性のない細菌は穿刺した軌跡の部分のみで増殖するが、運動性がある細菌は培地全体で増殖する。
特殊な使い方として、寒天表面を一種の作業台として使う場合がある。たとえば、水生不完全菌の分離には、流水より集めた試料を顕微鏡下で観察して胞子を探し、これをマイクロピペットで吸い上げ、寒天培地表面に滴下する。そのままでは混在していた細菌類などが繁殖してくる恐れがあるので、白金線で胞子のそばの寒天面に静かに触れると、寒天表面に僅かに存在する遊離水分が寒天面と針の間に満たされ、胞子はその水に引き込まれる。そのまま寒天表面を針で引き摺れば、胞子は針先に付着して移動するので、試料を滴下した点から数mm離したところへ移動させれば、発芽した胞子を単独で切り離せるようになる。
分子生物学系の実験系で、大腸菌などを用いてクローニングやスクリーニングを行う場合は、プラスミドをとりこんだ（形質転換した）細胞を選別するために、種々の抗生物質を添加した平板培地が利用される。プラスミドにはマーカー遺伝子として抗生物質に対する耐性遺伝子が組み込まれているため、形質転換した細胞のみが増殖し、コロニーを形成することができる。コロニーを均等に分散させるために、菌を含んだ溶液を培地上に撒き、スプレッダーと呼ばれるガラスの棒で広げる操作を行うことが多い。

### 使用後の処理
使用後の培地には培養で増殖した大量の微生物が含まれているため、医学・環境衛生上の観点から、その微生物の病原性の有無に関わらず滅菌して処分しなければならない。使用後の培地の滅菌には、比較的小規模な場合はオートクレーブ処理が用いられる。場合によっては焼却処分して滅菌と同時に廃棄物として処理することもある。
オートクレーブで処理する場合、使い終わった寒天培地をステンレス製ビーカーなどの耐熱性の容器に入れ、オートクレーブ装置に入れて滅菌する。滅菌後の培地には生きた微生物が含まれていないため、実験室などでは通常の実験廃液と同様に扱うことができる。滅菌直後は加熱によって寒天が溶解し、やや粘性のある液状をなしているが、冷めると再び容器内で固まってしまうので、廃液として処理する場合は固化する前に大量の水で薄めながら洗い流す。耐熱性のポリ袋に入れたままオートクレーブ滅菌し、冷めて再び固まった後で固形の廃棄物（実験廃棄物、医療廃棄物）として焼却処理する場合もある。

## 代表的な寒天培地

### 細菌用寒天培地

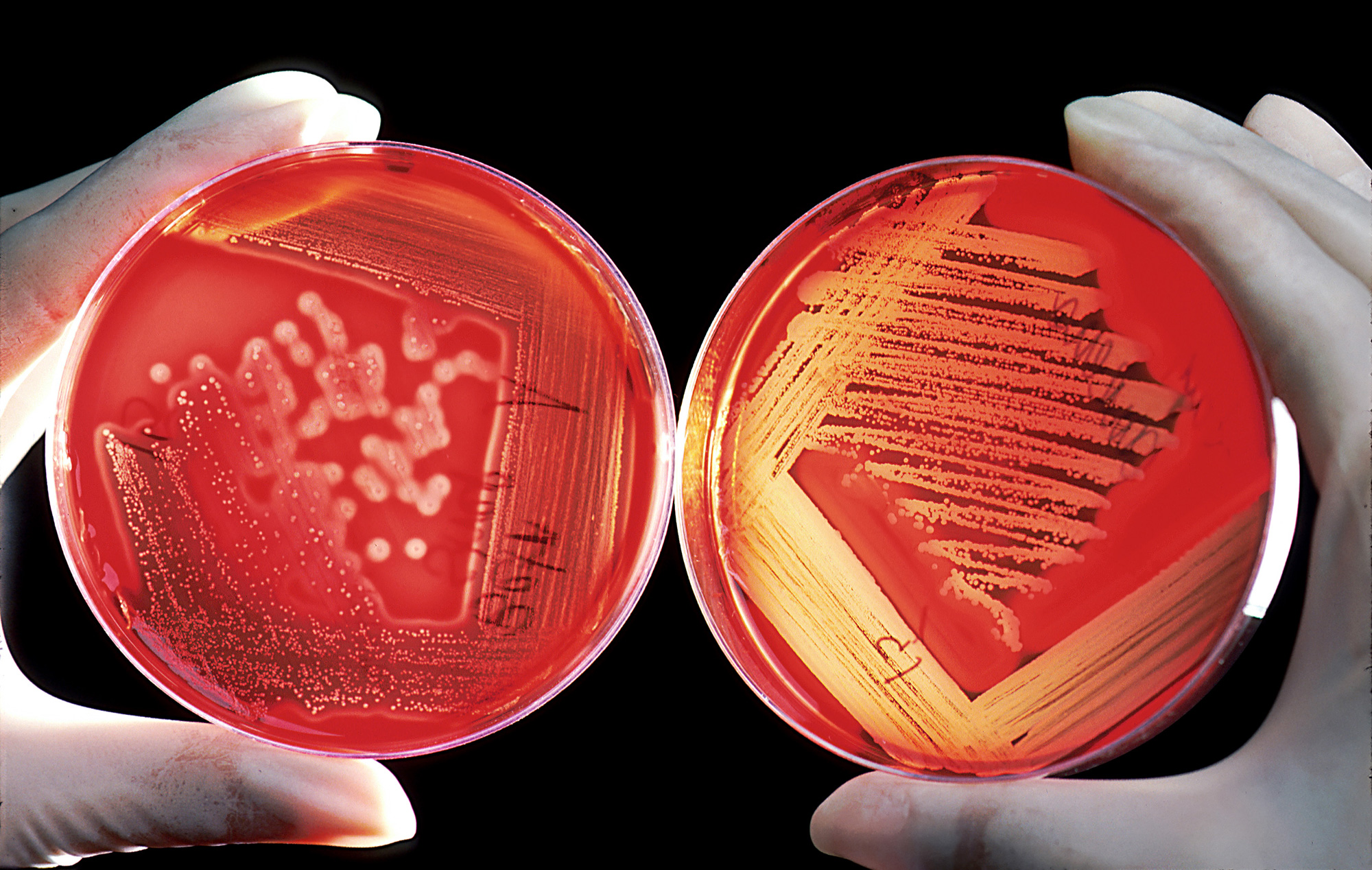
血液寒天培地は、感染を診断するのにも使われる。左はブドウ球菌、右は連鎖球菌

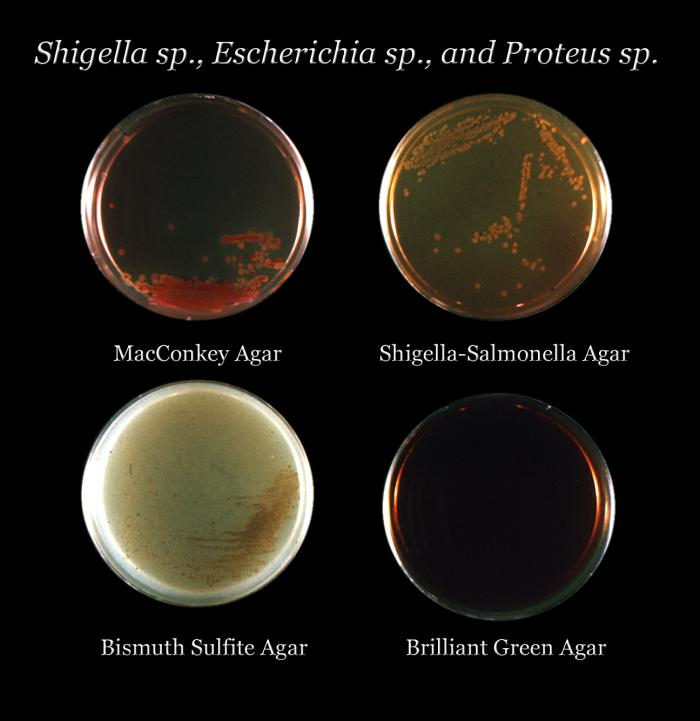
左上：マッコンキー寒天培地、右上：SS寒天培地、左下：亜硫酸ビスマス寒天培地、右下：ブリリアントグリーン寒天培地

普通寒天培地
もっとも基本的な組成（肉エキス、ペプトン、塩化ナトリウム、寒天）の寒天培地の一つ。一般的な細菌の分離培養、各種検査用。
SCD寒天培地（ソイビーンカゼイン寒天培地）
普通寒天培地、標準寒天培地などと並び、選択性が低く、広範囲な菌を発育させることが出来る。
チョコレート寒天培地 (Chocolate agar, CHOC)
普通寒天に血液を加えてオートクレーブにかけた、チョコレート色の培地。血液由来の成分を含み、栄養要求の厳しい細菌の分離培養用。
血液寒天培地 (Blood agar plate, BAP)

普通寒天をオートクレーブにかけた後冷却し、固まる前に新鮮な赤血球を加えた培地。溶血性試験や栄養要求の厳しい細菌の分離培養用。
GAM寒天培地
嫌気性菌の分離培養用。嫌気性菌の薬剤感受性試験にも用いられる。
ブドウ球菌培地、マンニット食塩培地
ブドウ球菌の選択分離培地。塩濃度が高く (7.5%) 、病原ブドウ球菌の鑑別のためにマンニット、ゼラチンなどを含む。
SSB寒天培地、サルモネラ・シゲラ寒天培地(SS寒天培地)
腸内細菌科、特にサルモネラ、赤痢菌の選択分離培地。

マッコンキー寒天培地、ドリガルスキー寒天培地、DHL寒天培地
腸内細菌科の選択分離培地。
TCBS寒天培地、ビブリオ寒天培地
腸炎ビブリオ、コレラ菌の選択分離培地。
TSI寒天培地、クリグラー寒天培地
腸内細菌科の鑑別培養用。糖分解性、ガス産生、硫化水素産生を判定可能。
SIM培地
腸内細菌科の鑑別培養用の半流動培地。硫化水素産生、インドール産生、運動性を判定可能。
ミュラー・ヒントン寒天培地、感性ディスク培地
薬剤感受性試験用。
LB寒天培地
基本的な組成の培地の一つ。特に分子生物学の分野で大腸菌の培養に用いる。
アルギニン・グリセロール・塩類寒天培地（AGS寒天培地）
主に放線菌の選択に多く用いられる。
肉汁寒天培地

ベアードパーカー寒天培地
滅菌後亜テルル酸卵黄液を加える。黄色ブドウ球菌とその他ブドウ球菌の一次鑑別に用いる。
NGKG（NaClグルシル・キム・ゴッファート）培地
セレウス菌の一次鑑別に用いる。
加糖肉汁寒天培地

コロイダルキチン-無機塩寒天培地
カニ殻由来のキチン（コロイダルキチン）を加えた培地。キチンを加水分解する酵素であるキチナーゼを産生する菌の培養に用いる。
グリセリン-ツァペック寒天培地

酵母エキス-麦芽エキス寒天培地

ワックスマン寒天培地

### 真菌用寒天培地
素寒天培地 (WA)
全く栄養分を含まない培地。直接接種法のための土台や、分離培地として用いられる。
麦芽エキス寒天培地 (MA)
ごく一般的に、さまざまな菌の培養に使われる。菌の保存用としても優れている。麦芽エキスを減らして分離培地として使用することもある。
魚肉寒天培地
バチルス・チューリンゲンシス（昆虫病原菌）の培養に用いられる。
麦芽寒天培地
麦芽汁を使った培地。
ツァペック-ドックス寒天培地

YM寒天培地
斜面培地で多く用いられる。酵母の単離に好んで使われるが、基本的にはどの微生物にも対応できる。
バレイショ-ニンジン寒天培地 (PCA)
同上。栄養分は多くないので分離培地にも使用する
バレイショ-ブドウ糖寒天培地 (potato dextrose agar, PDA)
ごく一般的な菌の培養や保存に使われる。炭素源（糖分）を豊富に含むので菌糸の生育がよい。ブドウ糖の代わりにショ糖を用いたPSA培地もよく使われる。
サブロー寒天培地
ブドウ糖濃度が高く (4%) 真菌の増殖に適する。サブローは考案者 (Sabouraud) の名前。一般真菌の分離培養用。
コーンミール寒天培地
一般の菌類の培養や保存、あるいは厚膜胞子の形成を促すために使われる。また、カンジダ属の胞子形成に適し、特にカンジダ・アルビカンス（厚膜胞子を作る）の鑑別用。
ツァペック寒天培地
合成培地で、有機物はショ糖のみ、他は無機塩類のみで構成されている。ビタミン要求性のあるものには適さない。菌糸の成長はあまりよくないが、形態観察にはむしろ便利である。
YpSs寒天培地
でんぷんおよび酵母エキスを炭素源・窒素源として含有し、それにリン酸カリウムと硫酸マグネシウムとが添加されている。下等菌類の培養に。また、偽菌類である卵菌（ミズカビ）の培養に用いる。
合成ムコール寒天培地 (SMS)
ケカビ類の純粋培養と同定のために考案された人工培地。
MY20寒天培地
グルコースを20%含み、コウジカビ属など糖分の高い環境で生育する好稠性のカビの培養に用いる。
Gorodkowa寒天培地
胞子形成に使う培地
オレンジジュース寒天
柑橘類に発生する真菌類の検査に用いる。
V8ジュース寒天培地
キャンベル・スープ・カンパニー製の野菜ジュース「V8野菜ジュース」を用いた培地。エキビョウキンの培養、特に卵胞子形成に用いる。

### 植物用寒天培地
ムラシゲ&スクーグ寒天培地（MS寒天培地）
植物の組織培養、カルス培養に一般的に用いられる。